# Скверняк, Александр Викентьевич
Александр Викентьевич Скверняк (1903, Одесса — ?) — украинский советский деятель, железнодорожник, старший машинист депо станции Одесса-Товарная Одесской области. Депутат Верховного Совета СССР 2-4-го созывов.

## Биография
Родился в семье рабочего Викентия Ивановича Скверняка. В двенадцатилетнем возрасте окончил начальную школу, затем учился в железнодорожном училище № 8 города Одессы. В 1922 году окончил Одесское техническое железнодорожное училище.
Трудовую деятельность начал в 1922 году слесарем Одесского завода имени Январского восстания. В 1923 году стал помощником машиниста паровозного депо Одесса-Товарная.
В 1925—1938 годах — машинист товарных, а затем пассажирских поездов паровозного депо Коростеня.
Член ВКП (б) с 1928 года.
В 1938—1941 годах — машинист депо станции Одесса-Товарная Одесской области. Новатор производства.
В 1939 году был мобилизован во время советско-финской войны, работал на станции Ленинград-Сортировочная, водил поезда с боеприпасами и вооружением для Красной Армии на финском фронте.
Во время Великой Отечественной войны осенью 1941 года был эвакуирован в город Сталинград, где водил зенитный бронепоезд, участвовал в отражении налетов немецкой авиации. С сентября 1942 работал машинистом в депо города Чкалова (Оренбург) и депо Защита Томской железной дороги. С января 1943 года — машинист колонны особого резерва Народного комиссариата путей сообщения СССР, доставлял военные эшелоны на передовую линию Южного и 3-го Украинских фронтов.
С мая 1944 года — приемщик локомотивов, старший машинист депо станции Одесса-Товарная Одесской железной дороги. Участвовал в восстановлении паровозного депо, разрушенного во время военных действий. Избирался заместителем секретаря партийной организации депо станции Одесса-Товарная.
Потом — на пенсии в Одессе.

## Награды
- орден Ленина (23.11.1939)
- прочие ордена
- медали